# George Gilfillan
George Gilfillan (1813-1878) fue un clérigo, poeta y crítico escocés.

## Vida
Nació el 30 de enero de 1813 en el pueblo de Comrie (Perthshire), donde su padre, el reverendo Samuel Gilfillan (1762-1826), autor de algunas obras teológicas, fue durante muchos años pastor de una congregación secesionista. Su madre, Rachel Barlas, «la estrella del norte», era hija del ministro secesionista de Crieff. De doce hijos, George era el undécimo. Su padre murió cuando él tenía trece años, e ingresó en el Glasgow College, donde llegó a ser compañero de clase de Archibald Campbell Tait, posteriormente arzobispo de Canterbury, del Dr. John Eadie y del Dr. Hanna. Sacó provecho de las enseñanzas de Sir Daniel Sandford, Robert Buchanan y James Milne. Marchó a Edimburgo, y recibió el cálido estímulo del profesor de Filosofía moral John Wilson, más conocido como «Christopher North». Entre sus íntimos amigos de por vida se contaban Thomas Aird, Thomas de Quincey y Thomas Carlyle, cada uno de los cuales le influiría poderosamente, el último de un modo menos considerable. Cuando tenía veintidós años, en 1835, fue autorizado por el presbiterio unido de Edimburgo. Declinó una invitación de la congregación de su padre en Comrie, y en marzo de 1836 fue ordenado pastor de una congregación secesionista en Dundee, la Iglesia de School-Wynd, donde permanecería hasta su muerte.
A partir de 1845 la literatura ocupó gran parte del tiempo de Gilfillan. Durante los treinta años siguientes publicaría un centenar de volúmenes o panfletos, además de innumerables contribuciones a periódicos y revistas. Pero nunca descuidó sus deberes pastorales. Su congregación creció. Trabajó duro por la causa del voluntarismo, aunque manteniendo amistad personal con presbiterianos y episcopalianos del país; y siempre fue entusiasta de la causa del pensamiento liberal y progresista.
En 1847 se opuso al «ultra-sabbatismo» de aquellos que se afanaban por acabar con todo viaje en domingo o con los "paseos dominicales". Gilfillan se opuso con persistencia al proyecto de unión entre los presbiterianos unidos, a cuyo grupo pertenecía, y la Iglesia libre que se había segregado.
Gilfillan promovió activamente escuelas de mecánica, conferencias populares y bibliotecas gratuitas. Llevó a hombres eminentes, como el profesor John Nichol, el astrónomo, R. W. Emerson y el Dr. Samuel Brown, a dar conferencias en Dundee y en escuelas de mecánica de otros lugares. El propio Gilfillan daría conferencias: en mayo de 1841 en contra de las Corn Laws; en enero de 1844, en el Instituto Watt, sobre la conciliación de la geología y la escritura; en 1846 "Sobre literatura y libros" y en contra de la esclavitud en los Estados Unidos. Simpatizó activamente con Kossuth y Garibaldi, y colaboró en el centenario de Burns y en el tricentenario de Shakespeare. En 1865 dio una conferencia sobre Irlanda, pero "sin esperanza de que llegara jamás a ser tenida en cuenta por Gran Bretaña"; había visitado aquella y escudriñado por sí mismo sus males. Después vendrían conferencias sobre los Estados Unidos.
Gilfillan ayudó generosamente a sus compañeros escritores, contándose entre aquellos a quienes ayudó Sydney Dobell, Alexander Smith y John Stanyan Bigg. Murió súbitamente en la mañana del martes 13 de agosto de 1878, en Arnhalt (Brechin). A su funeral, el 17 de agosto en el cementerio de Balgay, asistió un cortejo de dos millas de extensión. Numerosos amigos de Gilfillan dieron fe de que el éxito nunca lo echó a perder, y todos reconocieron su generosidad y sinceridad. A pesar de vivir una vida tan atareada, encontraba tiempo en vacaciones para numerosos viajes al extranjero. En noviembre de 1836 se había casado con Margaret Valentine, de Mearns, quien le sobrevivió. Fue un matrimonio feliz, a pesar de que no tuvieron hijos. El 25 de marzo de 1878 se había firmado la escritura de inversión de las 1.000 libras del «Gilfillan Testimonial Trust», producto de una suscripción pública promovida en honor de Gilfillan en 1877. Tras la muerte de su esposa Margaret el dinero habría de ser dedicado al establecimiento de las becas Gilfillan para jóvenes meritorios de ambos sexos.

## Obra
Gilfillan fue un autor prolífico. Publicó un volumen de discursos en 1839, y en 1843 publicó un sermón titulado Hades, o lo oculto, que alcanzó tres ediciones. Éste fue atacado por el Dr. Eadie en el United Secession Magazine (mayo de 1843), por el reverendo Alexander Balfour y por otros. El presbiterio de Dundee examinó el texto el 25 de julio de 1843, y resolvió el asunto a favor de Gilfillan; pero el texto, sometido al escrutinio de sus co-presbíteros, fue finalmente retirado de circulación. En 1844 Gilfillan contribuyó desinteresadamente al Dumfries Herald, del que era director su amigo Aird, con una serie de esbozos de célebres autores contemporáneos. Volvería a publicar estos textos, junto con algunos nuevos, bajo el título de Galería de retratos literarios (Edimburgo, 1845), con once mediocres retratos litográficos de Friedrich Schenck. El libro gozó de una amplia difusión, y fue rápidamente seguido por una segunda y una tercera Galerías (en 1850 y 1854, respectivamente). El conjunto de la obra consistía en una serie sobre los poetas británicos con introducciones y notas en 48 tomos.
En 1851 apareció su obra más exitosa, Los bardos de la Biblia. El propósito del autor era que debería ser "un poema sobre la Biblia"; y la obra resultaba mucho más rapsódica que crítica. Su Mártires y héroes del movimiento Covenant escocés apareció en 1852, y en 1856 escribió una  Historia de un hombre parcialmente autobiográfica, parcialmente fantástica. También escribió biografías de Burns, Scott y otros. Durante treinta años se mantuvo ocupado en un extenso poema sobre la noche, que se publicaría en 1867, pero su tema resultaba demasiado vasto, impreciso e inmanejable, y el resultado fue un fracaso.
La noche: un poema (1867) gozó del favor de sus amigos. Sus ediciones de biografías de poetas en la colección de James Nicol fueron publicadas en Edimburgo entre 1853 y 1860. Entre sus conferencias publicadas se contaban Los soportes cristianos de la astronomía (1848); La conexión entre ciencia, literatura y religión (1849); La influencia de Burns en la poesía y el cancionero escoceses (1855); una introducción (y probablemente mucho más) a La edad de plomo, una sátira de A. Pasquin (1858); El Apocalipsis de Jesucristo (1851); Misiones cristianas (1857) y Vida y obra de David Vedder (1878).
En septiembre de 1869 escribió una carta al The Scotsman de Edimburgo, afirmando que "los criterios de la Iglesia contenían mucha materia dudosa y una gran cantidad que resulta falsa y maliciosa". En febrero de 1870 esta declaración fue presentada por el presbiterio de Edimburgo ante el presbiterio de Dundee, que de nuevo encontró que no había causa para un nuevo proceso.
Como editor de poetas antiguos, una labor que ocupó gran parte de su tiempo, Gilfillan no tuvo mucho éxito. Erróneamente desdeñaba la rectificación minuciosa de los textos mediante un esmerado cotejo de las primeras ediciones o manuscritos, y sus ensayos introductorios y semblanzas biográficas no destacan por su precisión. Como conferenciante y como predicador atraía grandes multitudes, pero su reputación literaria no ha resultado ser permanente. Su estilo resultaba un tanto ampuloso, y su crítica más compasiva que profunda.
Poco antes de su muerte había completado la parte literaria de una nueva Vida de Burns, diseñada para acompañar a una nueva edición de las obras de dicho poeta. En ese momento se encontraba ocupado en una Historia de la poesía británica y en unas memorias, destinadas a ser su magnum opus: Reconciliación, historia de una vida, secuela de su Historia de un hombre. Fragmentos de las partes críticas y reflexivas, pero no de las narrativas, de este manuscrito inédito fueron publicados póstumamente en Edimburgo (1881), inadecuadamente editados por el parlamentario Frank Henderson, bajo el título de Esbozos literarios y teológicos.
Las siguientes son sus obras más importantes:
- Hades (1843), ya mencionada.
- Galería de retratos literarios, primera serie (1845): Jeffrey, Godwin, Hazlitt, Robert Hall, Shelley, Chalmers, Carlyle, De Quincey, Wilson, Irving, Landor, Coleridge, R. W. Emerson, Wordsworth, Lamb, Keats, Macaulay, Aird, Southey, Lockhart y otros; segunda serie (1850); tercera serie (1854); reedición en 1856-57.
- Alfa y Omega (uno de sus mejores libros), dos volúmenes de estudios sobre las Escrituras (1850).
- Libro de poesía británica (1851).
- Los bardos de la Biblia (1851; sexta edición en 1874).
- Mártires y héroes del movimiento Covenant escocés (1852).
- La paternidad de Dios (1854).
- Vida de Robert Burns (1856/1879).
- Historia de un hombre; una novela semi-autobiográfica (1856).
- El cristianismo y nuestro tiempo (1857).
- Los astros más remotos del cielo de la Iglesia (1867), breves semblanzas biográficas de predicadores, entre ellos su padre, Samuel Gilfillan.
- Héroes cristianos modernos, entre ellos Milton, Cromwell y los puritanos (1869).
- Vida de Sir Walter Scott (1870/1871).
- Comrie y sus alrededores (1872).
- Vida del reverendo William Anderson de Glasgow (1873).
- Edimburgo, pasado y presente.[3]